# Mycoplasma falconis
Mycoplasma falconis è una specie di batterio appartenente alla famiglia delle Mycoplasmataceae.